# Homosaundersiops haenschi
Homosaundersiops haenschi är en tvåvingeart som beskrevs av Townsend 1931. Homosaundersiops haenschi ingår i släktet Homosaundersiops och familjen parasitflugor.
Artens utbredningsområde är Ecuador. Inga underarter finns listade i Catalogue of Life.